# 歡騰嶺站
歡騰嶺站（英語：Côte-de-Liesse Station）是加拿大魁北克省滿地可市聖洛朗區的一個計劃中的轉車站。該站由CDPQ Infra營運，為大都會快速網絡提供服务，並將成為exo馬斯古斯線的總站。該站在開發期間被稱為A-40站，也就是以魁北克40號高速公路命名。 

## 連接巴士
| 滿地可交通局 | 滿地可交通局      |
| 號碼         | 路線              |
| ------------ | ----------------- |
| 54           | Charland/Chabanel |